# Bahnstrecke Rostock–Rostock Seehafen Nord
| Bahnhof Rostock Seehafen Nord |                                                                         |                                                 |                                                 |
| Streckennummer (DB): | 6443 (Rostock–Rostock Seehafen Nord) 6448 (Kavelstorf–Rostock Seehafen) |                                                 |                                                 |
| Kursbuchstrecke (DB): | 183 (Rostock–Rostock Seehafen Nord)                                     |                                                 |                                                 |
| Spurweite: | 1435 mm (Normalspur)                                                    |                                                 |                                                 |
| Stromsystem: | 15 kV 16,7 Hz ~                                                         |                                                 |                                                 |
| Streckengeschwindigkeit: | 100 km/h                                                                |                                                 |                                                 |
| |                                                                         |                                                 |                                                 |
| \| \| 9,2 \| Rostock Seehafen Nord \| Rostock Seehafen Nord \| \| \| \| Anschlüsse in den Hafen \| \| \| \| \| Anschlüsse u. a. ins Gewerbegebiet Hinrichsdorf \| \| \| \| \| A 19 \| \| \| \| 7,2 \| Rostock Seehafen Bahnbetriebswerk \| Rostock Seehafen Bahnbetriebswerk \| \| \| 6,3 \| Rostock Toitenwinkel \| Rostock Toitenwinkel \| \| \| 4,8 \| Rostock Hinrichsdorfer Straße \| Rostock Hinrichsdorfer Straße \| \| \| \| Anschluss zur Rostocker Straßenbahn \| \| \| \| 4,4 \| Rostock Seehafen \| Rostock Seehafen \| \| \| 3,1 \| Rostock Dierkow \| Rostock Dierkow \| \| \| 2,9/11,4 \| Rostock Seehafen Süd \| Rostock Seehafen Süd \| \| \| \| nach Stralsund \| \| \| \| \| Abzw. Riekdahl von Stralsund \| \| \| \| 0,0/6,0 \| Abzw. Cassebohm/Neuroggentin \| Abzw. Cassebohm/Neuroggentin \| \| \| \| nach Rostock Hbf \| \| \| \| \| Rostock–Tessin \| \| \| \| \| von Rostock \| \| \| \| \| A 20 \| \| \| \| 0,0 \| Kavelstorf \| Kavelstorf \| \| \| \| nach Neustrelitz \| \| |                                                                         |                                                 |                                                 |
| Betriebs-/Güterbahnhof Streckenanfang | 9,2                                                                     | Rostock Seehafen Nord                           | Rostock Seehafen Nord                           |
| Abzweig geradeaus, von links und von rechts |                                                                         | Anschlüsse in den Hafen                         | Anschlüsse in den Hafen                         |
| Abzweig geradeaus und von links |                                                                         | Anschlüsse u. a. ins Gewerbegebiet Hinrichsdorf | Anschlüsse u. a. ins Gewerbegebiet Hinrichsdorf |
| Strecke mit Straßenbrücke |                                                                         | A 19                                            | A 19                                            |
| ehemaliger Haltepunkt / Haltestelle | 7,2                                                                     | Rostock Seehafen Bahnbetriebswerk               | Rostock Seehafen Bahnbetriebswerk               |
| ehemaliger Haltepunkt / Haltestelle | 6,3                                                                     | Rostock Toitenwinkel                            | Rostock Toitenwinkel                            |
| ehemaliger Haltepunkt / Haltestelle | 4,8                                                                     | Rostock Hinrichsdorfer Straße                   | Rostock Hinrichsdorfer Straße                   |
| Abzweig geradeaus und ehemals nach rechts |                                                                         | Anschluss zur Rostocker Straßenbahn             | Anschluss zur Rostocker Straßenbahn             |
| Dienststation / Betriebs- oder Güterbahnhof | 4,4                                                                     | Rostock Seehafen                                | Rostock Seehafen                                |
| ehemaliger Haltepunkt / Haltestelle | 3,1                                                                     | Rostock Dierkow                                 | Rostock Dierkow                                 |
| Verschwenkung von links · Verschwenkung von rechts | 2,9/11,4                                                                | Rostock Seehafen Süd                            | Rostock Seehafen Süd                            |
| Strecke · Abzweig geradeaus und nach links |                                                                         | nach Stralsund                                  | nach Stralsund                                  |
| Abzweig geradeaus und von links · Kreuzung geradeaus oben |                                                                         | Abzw. Riekdahl von Stralsund                    | Abzw. Riekdahl von Stralsund                    |
| ehemaliger Dienststation / Betriebs- oder Güterbahnhof · ehemaliger Dienststation / Betriebs- oder Güterbahnhof | 0,0/6,0                                                                 | Abzw. Cassebohm/Neuroggentin                    | Abzw. Cassebohm/Neuroggentin                    |
| Strecke · Strecke |                                                                         | nach Rostock Hbf                                | nach Rostock Hbf                                |
| Kreuzung geradeaus oben |                                                                         | Rostock–Tessin                                  | Rostock–Tessin                                  |
| Abzweig geradeaus und von rechts |                                                                         | von Rostock                                     | von Rostock                                     |
| Strecke mit Straßenbrücke |                                                                         | A 20                                            | A 20                                            |
| Bahnhof | 0,0                                                                     | Kavelstorf                                      | Kavelstorf                                      |
| Strecke |                                                                         | nach Neustrelitz                                | nach Neustrelitz                                |

Die Bahnstrecke Rostock–Rostock Seehafen Nord  erschließt seit Anfang der 1960er Jahre den damals neu gebauten Überseehafen (später Seehafen) am Breitling im Nordosten der Stadt Rostock. An ihr liegen die über sieben Kilometer langen, ausgedehnten Anlagen des Bahnhofs Rostock Seehafen, einem der wichtigsten Güterknoten in Mecklenburg-Vorpommern. Eine eingleisige elektrifizierte Hauptbahn, die Bahnstrecke Kavelstorf–Rostock Seehafen, schließt den Hafenbahnhof an die Lloydbahn Richtung Berlin an.

## Geschichte

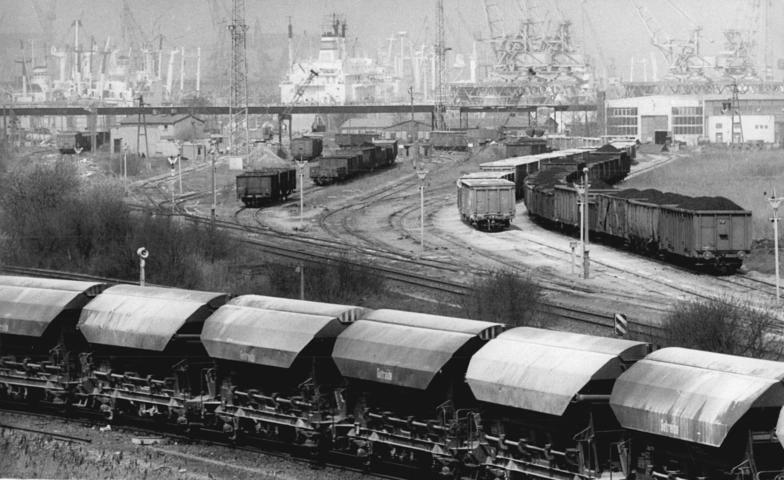
Bahnhof Rostock Seehafen am Beginn der Werkgleisanlagen des Hafens (1982)

Nicht zuletzt als Folge der deutschen Teilung nahm in den 1950er Jahren die Bedeutung von Rostock als Seeumschlagplatz erheblich zu. Der alte Rostocker Stadthafen  mit seiner Hafenbahn war den Umschlagsmengen nicht mehr gewachsen. Ein neuer Überseehafen wurde im Nordosten der Stadt am Ufer des Breitlings gebaut und 1960 eingeweiht. Der Bau einer Eisenbahnverbindung dorthin wurde zum zentralen Jugendobjekt „Hafenbahn“ erklärt. 1958/59 war zunächst ein provisorisches Gleis über Rostock-Dierkow zum Hafengebiet gelegt und in der Folge die heutige Trasse gebaut worden, welche westlich von Bentwisch von der Bahnstrecke Stralsund–Rostock abzweigt. Am 30. April 1960 ging der erste Bauabschnitt des Hafens und der Hafenbahn in Betrieb.

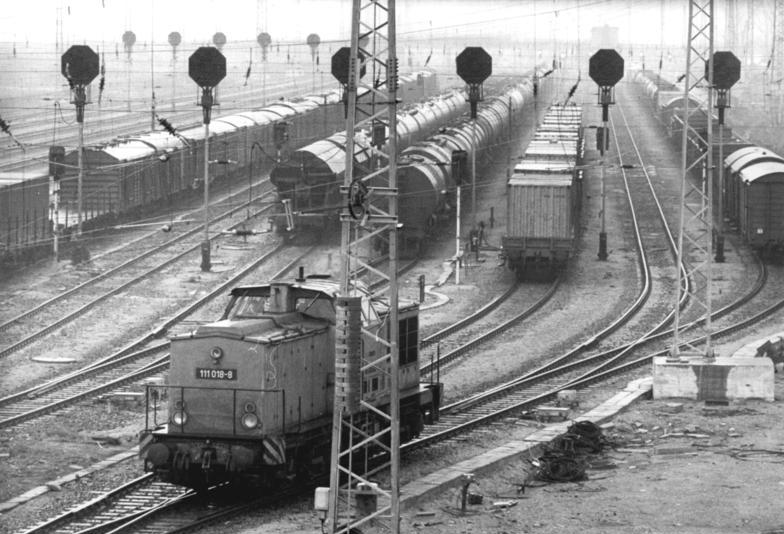
Bahnhof Rostock Seehafen, im Rangierbahnhof (1986)

In den folgenden Jahren wurden die Anlagen schrittweise immer weiter ausgebaut und es entstand einer der größten Rangierbahnhöfe der DDR mit (1987) 240 Kilometer Gleislänge. 1963 ging die Verbindungskurve in Richtung Bentwisch in Betrieb. Seit dem 31. Mai 1964 gibt es eine direkte Verbindung in Richtung Kavelstorf an der wenige Jahre zuvor wiedereröffneten Strecke nach Berlin. Der Bau der Strecke war aufgrund der topographischen Verhältnisse schwierig. Der Bahndamm erreichte eine Höhe von bis zu 24 Metern über dem Niveau der Umgebung. 1,5 Millionen Kubikmeter Erdmassen wurden bewegt und etwa 150000 Kubikmeter Moorboden entfernt.
Am 23. November 1985 wurde der elektrische Zugbetrieb aufgenommen. 1989 wurde ein Rekordergebnis mit 20 Millionen Tonnen umgeladener Fracht im Seehafen erreicht. 95 % davon wurden mit der Bahn transportiert.
Nach der Wiedervereinigung wurde ein großer Teil der bisherigen Gütertransportleistungen auf die Straße verlagert. Dennoch blieb der Bahnhof Seehafen für den Güterverkehr auch als Zugbildungsbahnhof von großer Bedeutung. Verschiedene Eisenbahnverkehrsunternehmen nutzen die Anlagen für Schienengüterverkehr. In den Jahren 2005–2007 wurde ein großer Teil der Gleise erneuert. 2007 wurden etwa 20 Prozent des Transportvolumens des Seehafens mit der Bahn bewältigt.
Die Strecke nach Kavelstorf wird bis März 2023 für höhere Achslasten hergerichtet und die zulässige Höchstgeschwindigkeit von 80 auf 120 km/h erhöht.

## Personenverkehr
Bereits 1959 wurde ein provisorischer Bahnsteig für den Berufsverkehr errichtet, der 1969 durch den neuen Bahnhof Überseehafen Nord (seit 1983 Seehafen Nord genannt) ersetzt wurde. 1968/69 verkehrten werktags sieben, sonnabends sechs und sonntags fünf Zugpaare zum Hauptbahnhof. Mit dem Wachstum der neuen Wohngebiete im Nordwesten der Stadt wurde das Angebot nach und nach erweitert. 1989 verkehrten 16 Zugpaare am Tag, drei davon nur montags bis freitags. Seit 1988 zählt die Verbindung zum Seehafen offiziell zur seit 1975 bestehenden S-Bahn Rostock, fast alle Züge waren aber schon seit Bestehen der Strecke nach Warnemünde durchgebunden.
Die beiden Zwischenhalte, Rostock Überseehafen Mitte und Süd, wurden Anfang der 1970er Jahre in Rostock-Toitenwinkel und Dierkow West umbenannt, letzterer allerdings einige Jahre später geschlossen. 1983 wurde erneut ein Haltepunkt Dierkow eröffnet, etwas östlich des vorherigen Haltes, 1988 folgte Hinrichsdorfer Straße und 1990 Kassebohm am gemeinsam mit der Stralsunder Strecke genutzten Abschnitt.
In den 1990er Jahren wurde das Angebot schrittweise vertaktet, bisherige mehrstündige Angebotslücken am Vormittag geschlossen, andererseits aber Verstärkerzüge im Berufsverkehr gestrichen. Es bestand damit ein annähernder Stundentakt. 2002 wurde wegen der gesunkenen Nachfrage auf die Durchbindung der Züge nach Warnemünde verzichtet. Seitdem verkehrten Dieseltriebwagen als S-Bahn zwischen Hauptbahnhof und Seehafen Nord. Offiziell wurde als Grund für den Einsatz dieser Fahrzeuge auch genannt, dass eine Weiterführung im Seehafen direkt zum Terminal der Skandinavienfähren vorgesehen sei. Dazu kam es aber nie.
Ein Kuriosum war der Haltepunkt Bahnbetriebswerk, der nicht in den öffentlichen Fahrplanunterlagen verzeichnet war. Die S-Bahnen hielten dort bis zur Betriebseinstellung bei Bedarf für die im Werk Beschäftigten.

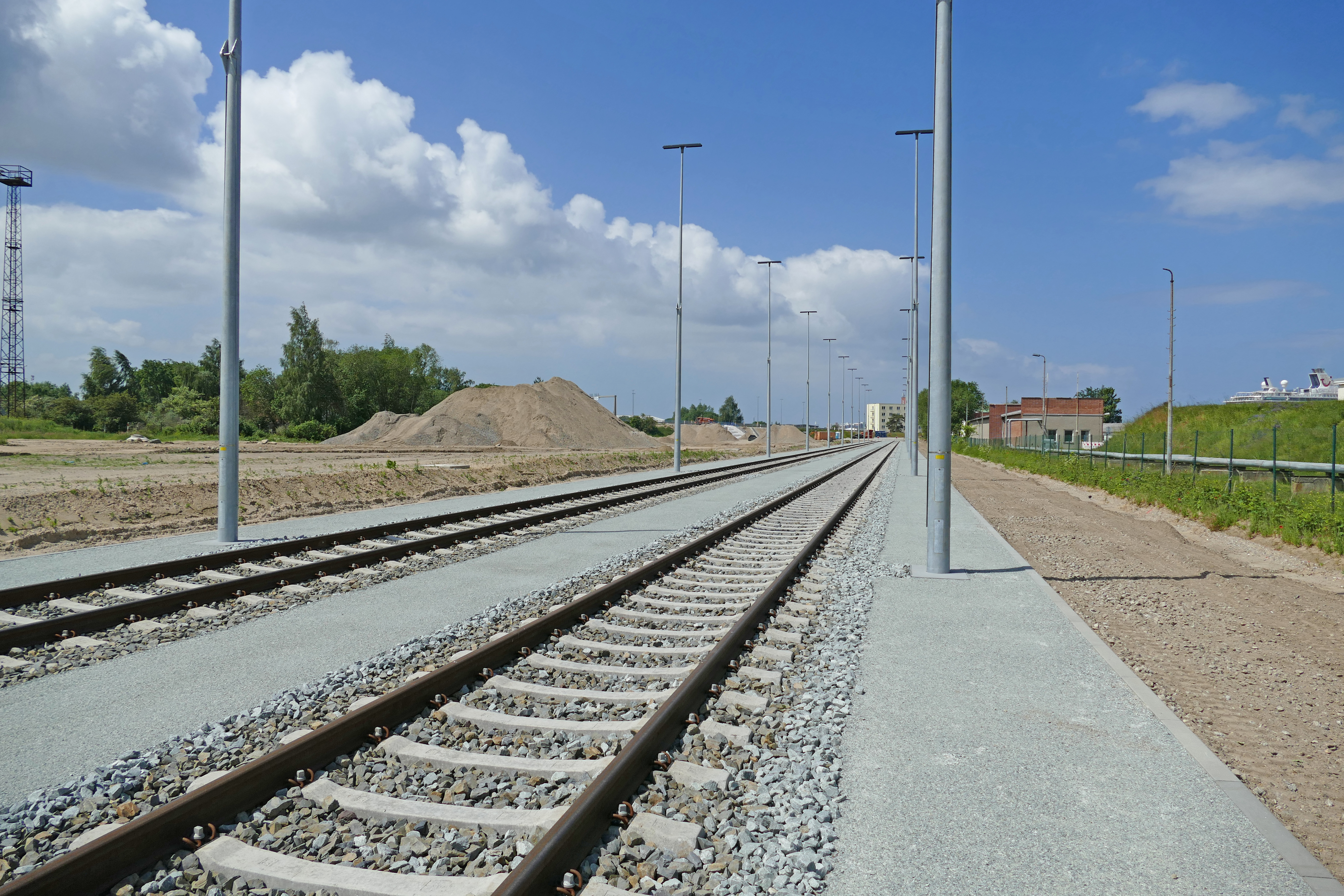
Ehemaliges Gelände des Bahnhofes Seehafen Nord (2021)

Ursprünglich sollte ab Dezember 2012 im Zuge der Neuordnung und Erweiterung der S-Bahn Rostock die neue Linie S4 von Rostock Seehafen Nord über den Hauptbahnhof bis Warnemünde verkehren. Im Frühling 2012 wurde bekannt, dass das Ministerium für Energie, Infrastruktur und Landesentwicklung Mecklenburg-Vorpommern den Schienenpersonennahverkehr zum Rostocker Seehafen mit dem Fahrplanwechsel 2012 im Zuge massiver Einsparungen in dem Bereich abbestellt habe. Aus der Rostocker Stadtverwaltung kam hierzu Widerspruch, hier sprach man sich für eine Verlängerung der S-Bahn zum Fähranleger im Überseehafen aus. Dies wurde wiederum vom Ministerium abgelehnt. So blieb es bei der Abbestellung, und am 8. Dezember 2012 verkehrte die letzte S-Bahn zum Seehafen.
Neben der S-Bahn gab es sporadischen Verkehr mit Autoreisezügen (Turnusverkehr) zum Bahnhof Seehafen Nord (u. a. der AZ 1472 Richtung Sassnitz Fährhafen).
Zwischen Kavelstorf und Rostock Seehafen gab es nie planmäßigen Personenverkehr, jedoch wurden in einzelnen Fällen zwischen Kavelstorf und Abzw. Rostock Seehafen Süd Reisezüge umgeleitet.

## Streckenverlauf

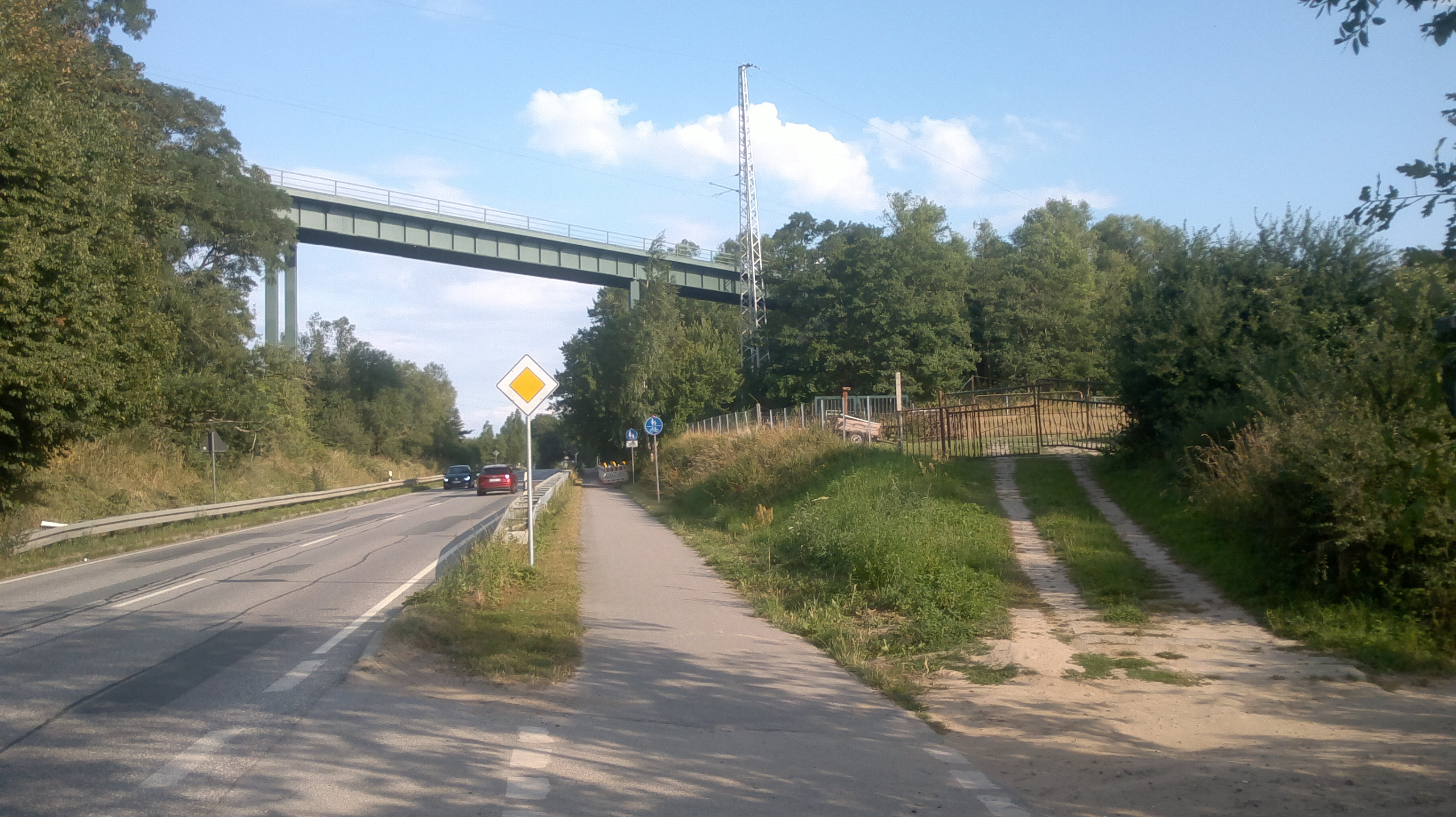
Die Neubrandenburger Straße (L 39) wird auf einer hohen Brücke überquert.

Die eingleisige, elektrifizierte Verbindung von der Strecke aus Richtung Berlin nach Rostock zweigt in Kavelstorf ab und verläuft nordwärts. Diese Strecke war von Kavelstorf bis zum Abzweig Rostock Seehafen Süd so trassiert, dass Platz für einen zweigleisigen Ausbau vorhanden ist. Das Tal der Kösterbeck wird auf einer hohen, eingleisig ausgelegten Brücke gekreuzt, anschließend die Bahnstrecke Rostock–Tessin überquert. Im Einschnitt verläuft die Strecke am östlichen Rand von Rostock-Brinckmansdorf und überquert westlich von Bentwisch die Stralsunder Strecke. Die Firma Imes hatte in Kavelstorf einen Gleisanschluss.
Die Gleise von Rostock zum Seehafen zweigten ursprünglich am Abzweig Cassebohm (stadtauswärts vom heutigen Haltepunkt Kassebohm gelegen) von der Bahnstrecke Rostock–Stralsund ab und verlief mehrere Kilometer parallel neben dem Stralsunder Gleis. Heute ist der Abzweig weiter in Richtung Bentwisch verlegt worden. Züge aus Richtung Schwerin können die Strecke nach Stralsund beziehungsweise zum Hafen über eine Verbindungskurve zwischen Dalwitzhof und dem Abzweig Warnowbrücke direkt erreichen, ohne den Rostocker Hauptbahnhof passieren zu müssen.
Am Abzweig Rostock Seehafen Süd vereinigen sich die Gleise aus Richtung Hauptbahnhof und Kavelstorf sowie eine Verbindung aus Richtung Stralsund. Es beginnen die umfangreichen Anlagen des Bahnhofes Rostock Seehafen, die sich über mehr als sieben Kilometer nach Nordwesten erstrecken. Mit Ausnahme der Bäderstraße nach Graal-Müritz gibt es zwischen der Bundesstraße 105 und dem Hafenareal keinen das Bahnhofsgebiet und die danebenliegende Autobahn überquerenden Weg.
Das Gleis der ehemaligen S-Bahn-Strecke verläuft am südwestlichen Rand der Bahnhofsanlagen, ein Stück entfernt von den in den 1980er Jahren entstandenen Plattenbausiedlungen Dierkow und Toitenwinkel. Die S-Bahn-Halte Dierkow, Hinrichsdorfer Straße, Toitenwinkel und Seehafen Nord sind Bahnhofsteile des Bahnhofes Seehafen. Am nordwestlichen Streckenende beginnt das eigentliche Hafengelände, welches zu DDR-Zeiten abgezäunt und der Öffentlichkeit nicht zugänglich war. Endpunkt der Strecke ist Rostock Seehafen Nord mit zwei Bahnsteiggleisen, von denen zuletzt nur noch eines genutzt wurde. Die Gleisanlagen zu den Anschlüssen im Hafen zweigen bereits vorher ab. Das längste Anschlussgleis mit fünf Kilometern Länge führt in Richtung Osten zum Gewerbegebiet Hinrichsdorf.